# Březník (Šumava)
Březník (1007 m) je výrazný suk s žulovým vrchem tyčící se přibližně 3 kilometry jihozápadně od Hartmanic, nad osadou Dobrá Voda. Katastrálně náleží ke vzdálenější obci Prášily. Jde o dvojvrcholový hřbet, jehož nižší jižní vrcholek měří (998 m). Vrchol je místy suťovitý, zarostlý smrčinou.

## Přístup
Na vrchol s geodetickým bodem vede odbočka zeleně značené turistické trasy z Radešova na Zhůří.

## Historie
V 11. století žil v poustevně pod vrcholem benediktýnský mnich Vintíř (Günter). Zemřel zde roku 1045 a byl pohřben v Břevnovském klášteře v Praze. U žulového skaliska stojí na jeho památku kaple svatého Vintíře, obnovená roku 1992. Na východním úpatí se do roku 1945 rozprostírala osada Pustina (Einöde). Dnes z ní zbyla pouze chátrající budova bývalé knížecí hájovny.

## Galerie

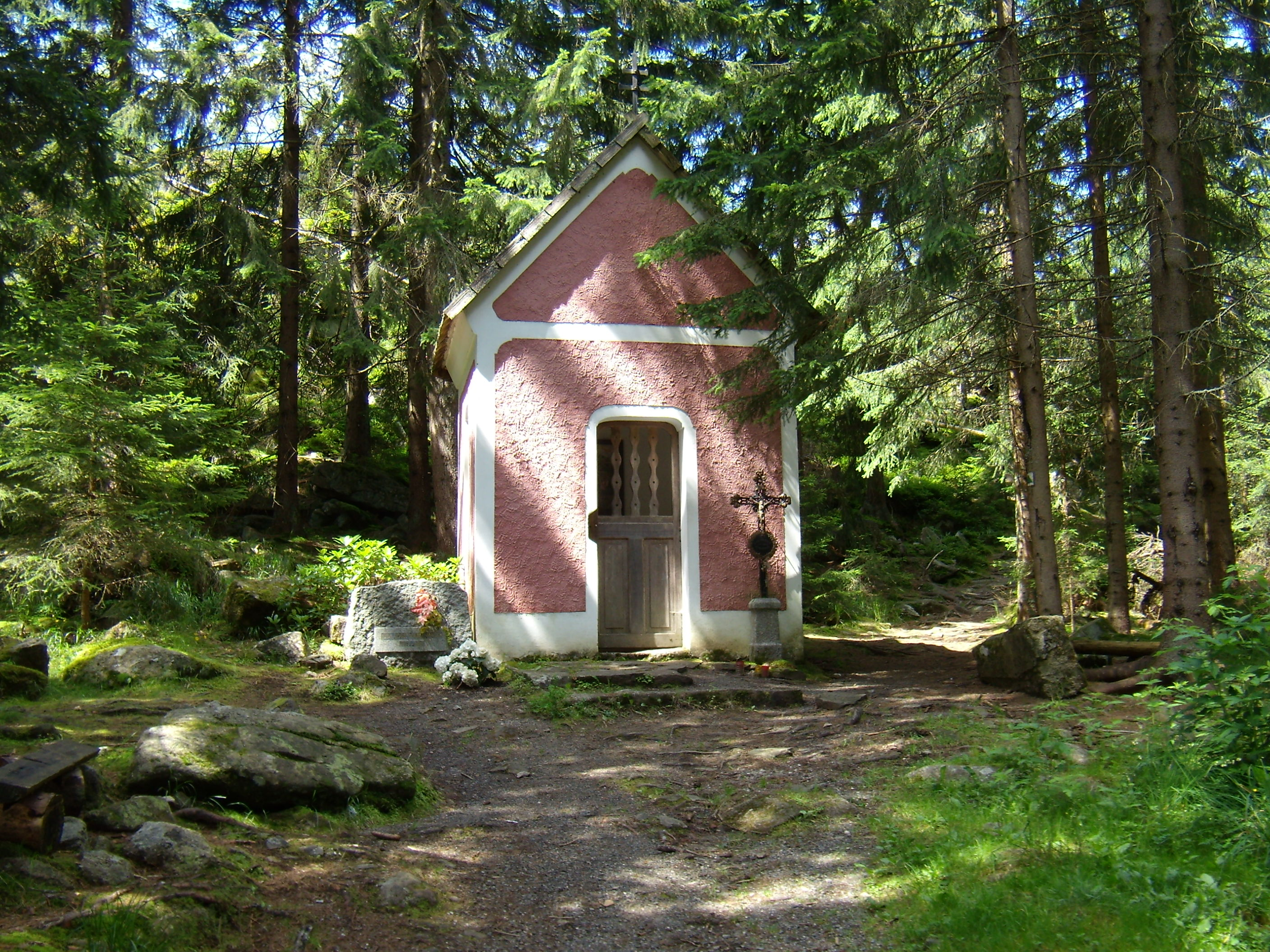
Vintířova kaplička pod Březníkem
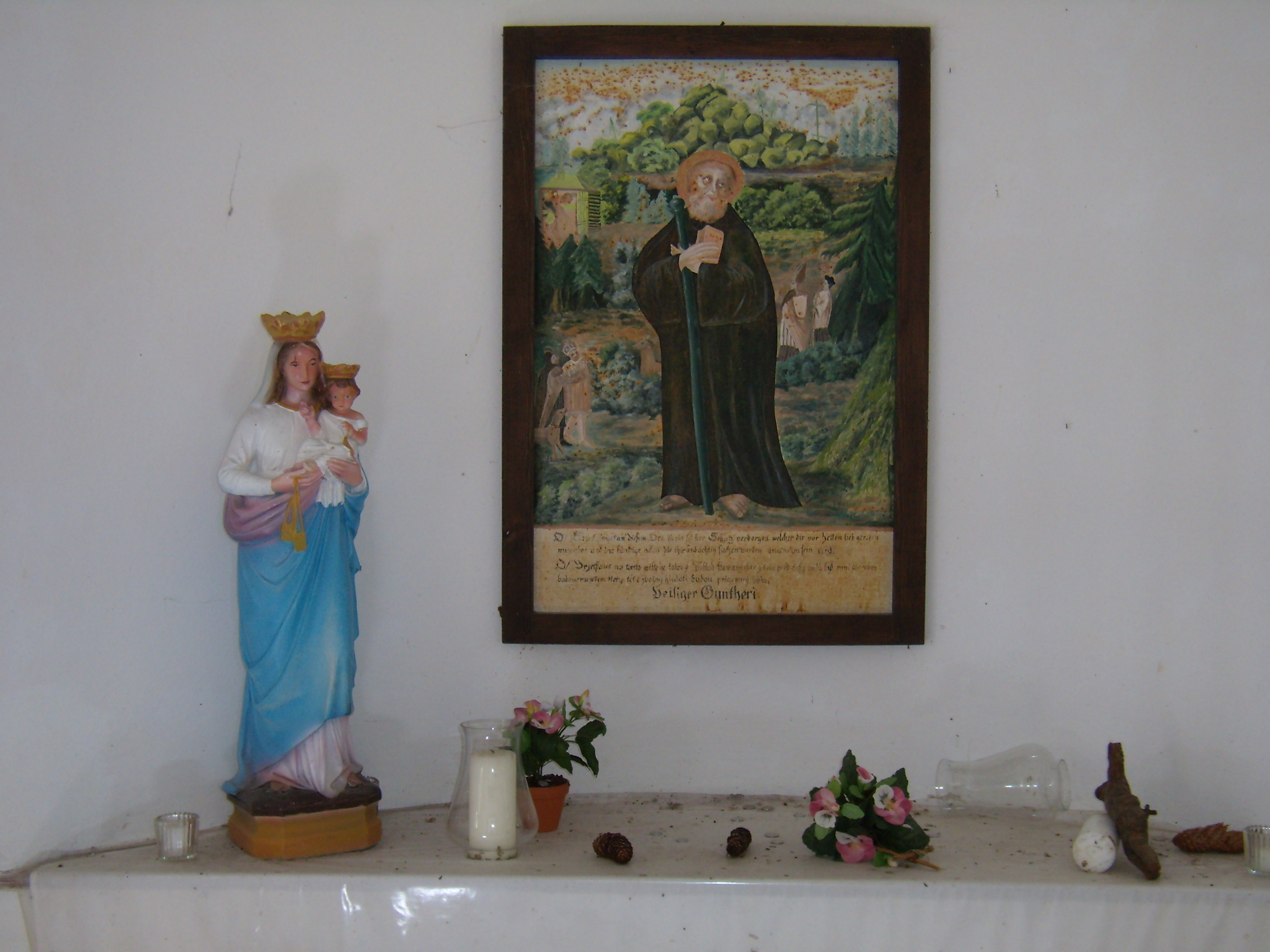
Vintířova kaplička pod Březníkem
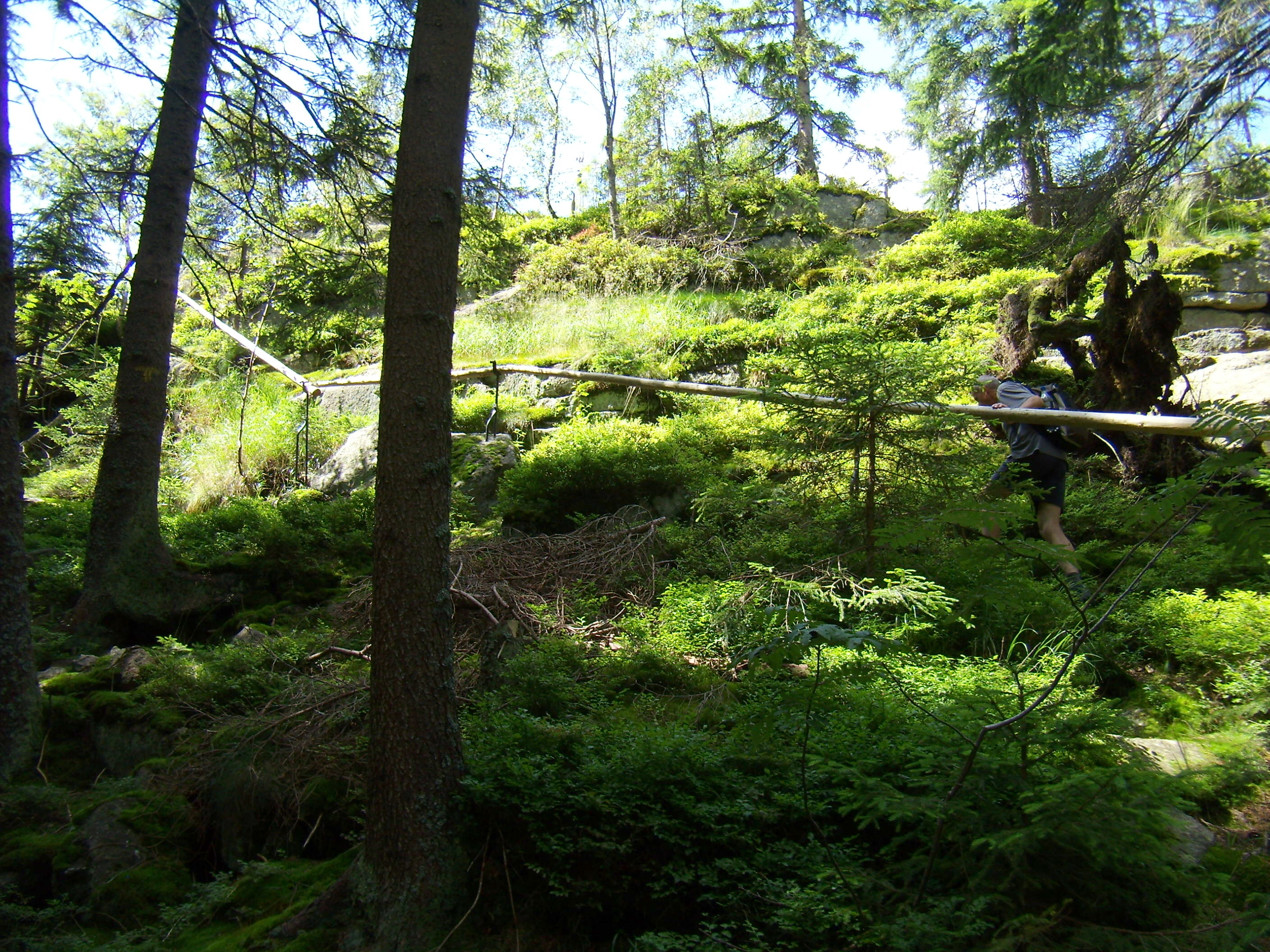
Vintířova skála na Březníku
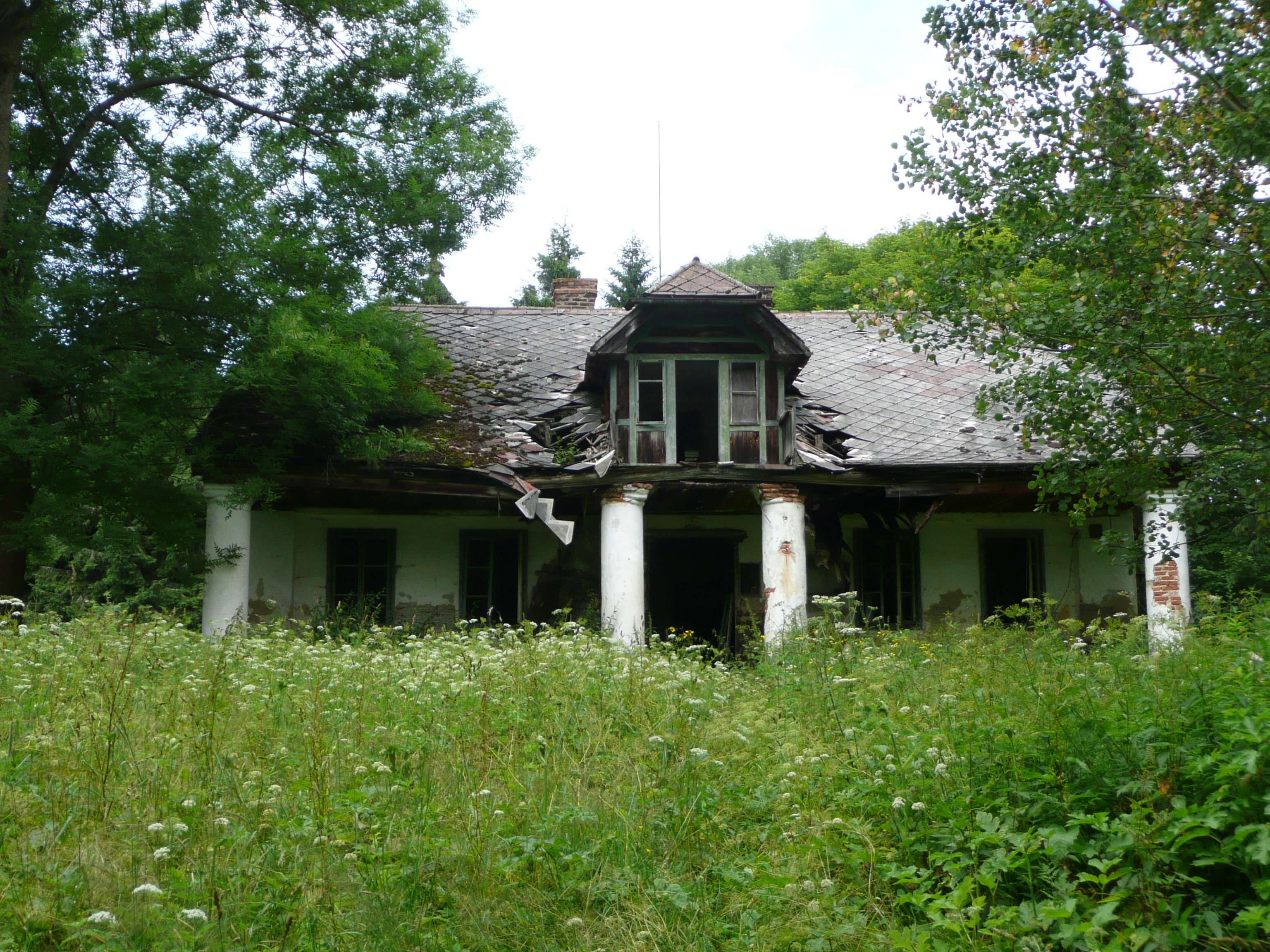
Pustina – bývalá hájovna